# Limonia sylvicola
Limonia sylvicola là một loài ruồi trong họ Limoniidae. Chúng phân bố ở miền Cổ bắc.